# Dorfkirche Rägelin

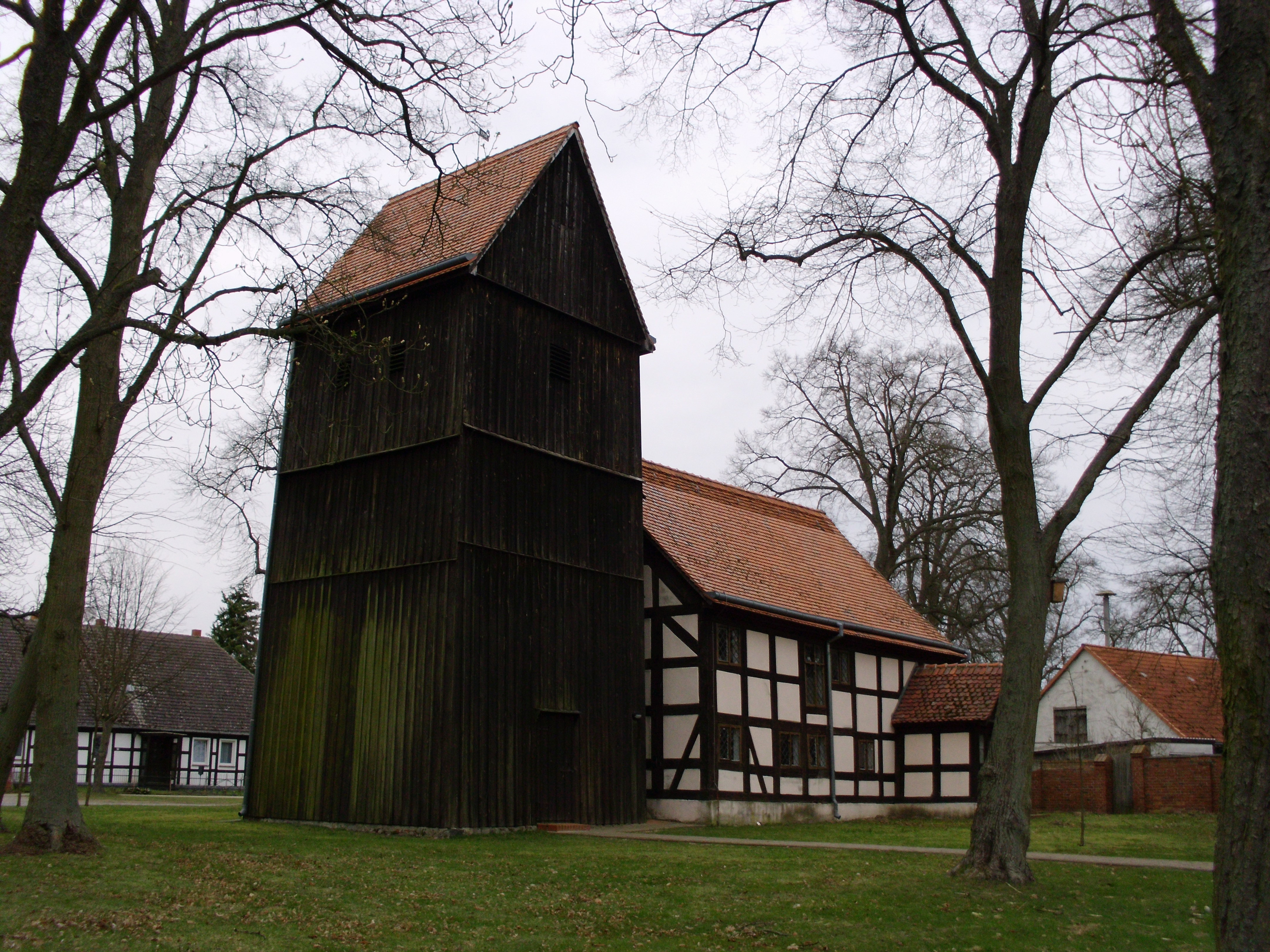
Dorfkirche Rägelin

Die evangelische, denkmalgeschützte Dorfkirche Rägelin steht in
Rägelin, einem Ortsteil der Gemeinde Temnitzquell im Landkreis Ostprignitz-Ruppin von Brandenburg. Die Kirche gehört zur Gesamtkirchengemeinde Temnitz im Kirchenkreis Wittstock-Ruppin der Evangelischen Kirche Berlin-Brandenburg-schlesische Oberlausitz.

## Beschreibung
Die im Osten polygonal geschlossene Fachwerkkirche wurde 1697 erbaut. Vor ihrer Westwand steht freistehend ein mit Brettern verschalter, hölzerner Kirchturm. Im Innenraum des Langhauses wurden an drei Seiten Emporen eingebaut, die 1959 verkürzt und mit Glas verkleidet wurden. Zur Kirchenausstattung gehört aus der Bauzeit ein Kanzelaltar. Auf dem Altarretabel unter dem von Säulen flankiertem Korb der Kanzel befindet sich ein Gemälde mit der Darstellung des Abendmahls. Die Johannesschüssel stammt aus dem 14. Jahrhundert, sie wurde jedoch entstellend übermalt. Das hölzerne Kruzifix ist in der zweiten Hälfte des 15. Jahrhunderts entstanden. Das Positiv wurde 1882 von Albert Hollenbach gebaut.